# Hugh Flemming
Pour les articles homonymes, voir Ted Flemming et Flemming.
Hugh J. « Ted » Flemming, né le 13 juin 1954 à Sussex, est un homme politique canadien, membre du Parti progressiste-conservateur du Nouveau-Brunswick.
Il est le député, progressiste-conservateur, qui représente Rothesay à l'Assemblée législative du Nouveau-Brunswick du 26 septembre 2012 à 2024.
En 2020, il est redevenu ministre de la Justice et de la Sécurité ainsi que procureur général du Nouveau-Brunswick, dans le cabinet de Blaine Higgs.
Il a été ministre de la Santé de 2012 à 2014, et de 2018 à 2020, et procureur général pour la première fois de 2013 à 2014.